# Luka Vučko
Luka Vučko (* 11. April 1984 in Split) ist ein kroatischer Fußballspieler. Der Innenverteidiger spielt seit September 2012 bei Pécsi Mecsek FC in der Nemzeti Bajnokság, der höchsten ungarischen Spielklasse.

## Karriere

### Verein
Vučko spielte in seiner Jugend beim NK Solin, von wo er 2002 zu Hajduk Split wechselte. In seiner ersten Saison wurde er zwar Pokalsieger, jedoch kam er in der Liga nur zu zwei Einsätzen. Daher wurde er für eine Saison an seinen Jugendverein NK Solin ausgeliehen. Dort sammelte er mehr Spielpraxis. Nach seiner Rückkehr wurde er mit Hajduk Split Meister der höchsten kroatischen Spielklasse, außerdem wurde das Pokalfinale erreicht. Im Januar 2006 wechselte er, nach einer weiteren Herbstsaison in Split, nach Russland zu Saturn Ramenskoje, wo er jedoch kein Spiel in der Premjer-Liga bestritt und nur in der Zweiten Mannschaft zum Einsatz kam. Anfang der Saison 2006/07 kehrte er wieder zu Hajduk zurück.
Im Januar 2007 wechselte er zu HNK Rijeka. Dort spielte er im UI-Cup und wurde in der Meisterschaft 2007/08 im Endklassement Vierter. 2008 kehrte er Kroatien endgültig den Rücken und wechselte in die Türkei zu Eskişehirspor. 2008/09 konnte Platz elf erreicht werden, in der Folgesaison wurde man Siebenter. Im Februar 2011 wechselte Vučko zum polnischen Erstligisten Lechia Gdańsk, wo er Stammspieler wurde. Nachdem er seinen Stammplatz am Ende der Saison 2011/12 verloren hatte, wurde sein auslaufender Vertrag im Sommer 2012 nicht verlängert.
Anfang September 2012 unterschrieb er dann einen Zweijahresvertrag beim ungarischen Erstligisten Pécsi Mecsek FC.

### Nationalmannschaft
Für Kroatien spielte Vučko bisher ein Mal. Sein einziger Einsatz und gleichzeitig sein Debüt gab er am 26. Mai 2010 im freundschaftlichen Länderspiel gegen Estland. Beim Spiel in Tallinn wurde er in der 47. Minute für Dejan Lovren eingewechselt. Es endete 0:0. Danach wurde er jedoch nicht mehr berücksichtigt.

## Erfolge
- Kroatischer Meister: 2005
- Kroatischer Fußballpokal: 2003
- Kroatischer Fußball-Supercup: 2004, 2005